# 李广军连环杀人案
李广均连环杀人案是指李广均在2006年9月24日至11月5日期间沿310国道在甘肃省、陕西省、河南省强奸、杀害、抢劫8名女性的案件。加上2006年2月9日在湖南省杀死的锺某，李广均共致6人死亡、3人重伤。该案件因情节恶劣、手段凶残震惊全中国。

## 背景
李广均（1969年12月8日出生）江苏省丰县范楼镇汪楼村人。2000年10月，他因强奸一名邻家妇女被被江苏丰县人民法院判处有期徒刑七年。2005年8月，刑满释放。其妻子锺某已回到湖南老家，不肯和李广均回家。2006年2月9日，在湖南桑植县将妻子的二姐锺某当场杀死。

## 流窜杀人经过
9月24日晚，在甘肃省张掖市甘孜区城郊公路旁抢劫、强奸、杀死妇女孙某。10月10日晚，在甘肃省永登县杀害王某。10月12日晚，在甘肃省榆中县重伤吴某。10月17日晚，在陕西省宝鸡市杀害贾某。10月24日晚，在河南省灵宝市阳店镇杀害马某。10月26日晚，在河南省偃师市310国道洛河桥重伤牛某。10月27日晚，在河南省巩义市回郭镇清西村310国道附近，重伤贺某。11月5日晚，在日南高速开封兰西收费站附近，杀害马某。
11月6日，在河南省开封县曲兴镇落网。

## 判决
2007年10月20日，被三门峡市中级人民法院判处死刑。